# Tkinter
Tkinter (též TK interface) je v informatice modul vytvářející rozhraní skriptovacího jazyka Python pro Tk GUI toolkit. Tk i Tkinter je dostupný na Unixových platformách i na Microsoft Windows. Tkinter je otevřený software šířený pod Python License. Pro Python verze 3 byl Tkinter přejmenován na tkinter.

## Charakteristika
Tkinter je vrstvou nad grafickou knihovnou Tcl/Tk. Tk GUI je sada widgetů (komponent), kterou vytvořil v roce 1987 americký informatik John Ousterhout. Díky těmto widgetům je schopen programátor vytvářet klasické „okenní“ aplikace se základními grafickými prvky, jakými jsou tlačítka, popisky, rámečky, plátna, zaškrtávací políčka atd. Tkinter je velice oblíbený u začínajících programátorů díky své jednoduchosti a snadné implementaci a dal by se nazvat pythonovským GUI standardem. Při stažení dalších potřebných modulů, lze vytvářet plnohodnotné komerční aplikace.

## Použití
Kromě modulu Tk interface obsahuje Tkinter řadu dalších modulů. Dvěma nejdůležitějšími moduly jsou samotný Tkinter a modul nazývaný Tkconstants (pouze Python 2.x).[zdroj?] Pro samotné použití Tkinter stačí importovat pouze jeden modul a to tímto způsobem:
```
import
 
Tkinter
  
#pro python 2.x 

import
 
tkinter
  
#pro python 3.x

```

Častěji se ale používá tento způsob:
```
from
 
Tkinter
 
import
 
*
  
#python 2.x

from
 
tkinter
 
import
 
*
  
#python 3.x

```

## Widgety
Widgety lze chápat jako základní grafické prvky. Tkinter obsahuje widgety jako Button, Checkbutton, Entry, Frame, Label, LabelFrame, Menubutton, PanedWindown Radibutton, Scale a Scrollbar. Každý widget umožňuje základní nastavení jako je šířka, barva atd. O rozmístění widgetů se starají správci rozmístění (Grid, Pack, Place).

## Příklad
```
try
:

    
import
 
tkinter
  
#python 3.x

except
 
ImportError
:

    
import
 
Tkinter
 
as
 
tkinter
  
#python 2.x

okno
 
=
 
tkinter
.
Tk
()

def
 
ahoj
():
  
#funkce volaná po stisku tlačítka

    
print
(
"Ahoj svete"
)

button
 
=
 
tkinter
.
Button
(
okno
,
 
command
=
ahoj
,
 
text
=
"Text tohoto tlačítka"
)
  
#tvorba tlačítka

button
.
pack
()
  
#zobrazení tlačítka

okno
.
mainloop
()
  
#spuštění vyhodnocovací smyčky

```